# Saint François d’Assise (Pamplemousses)

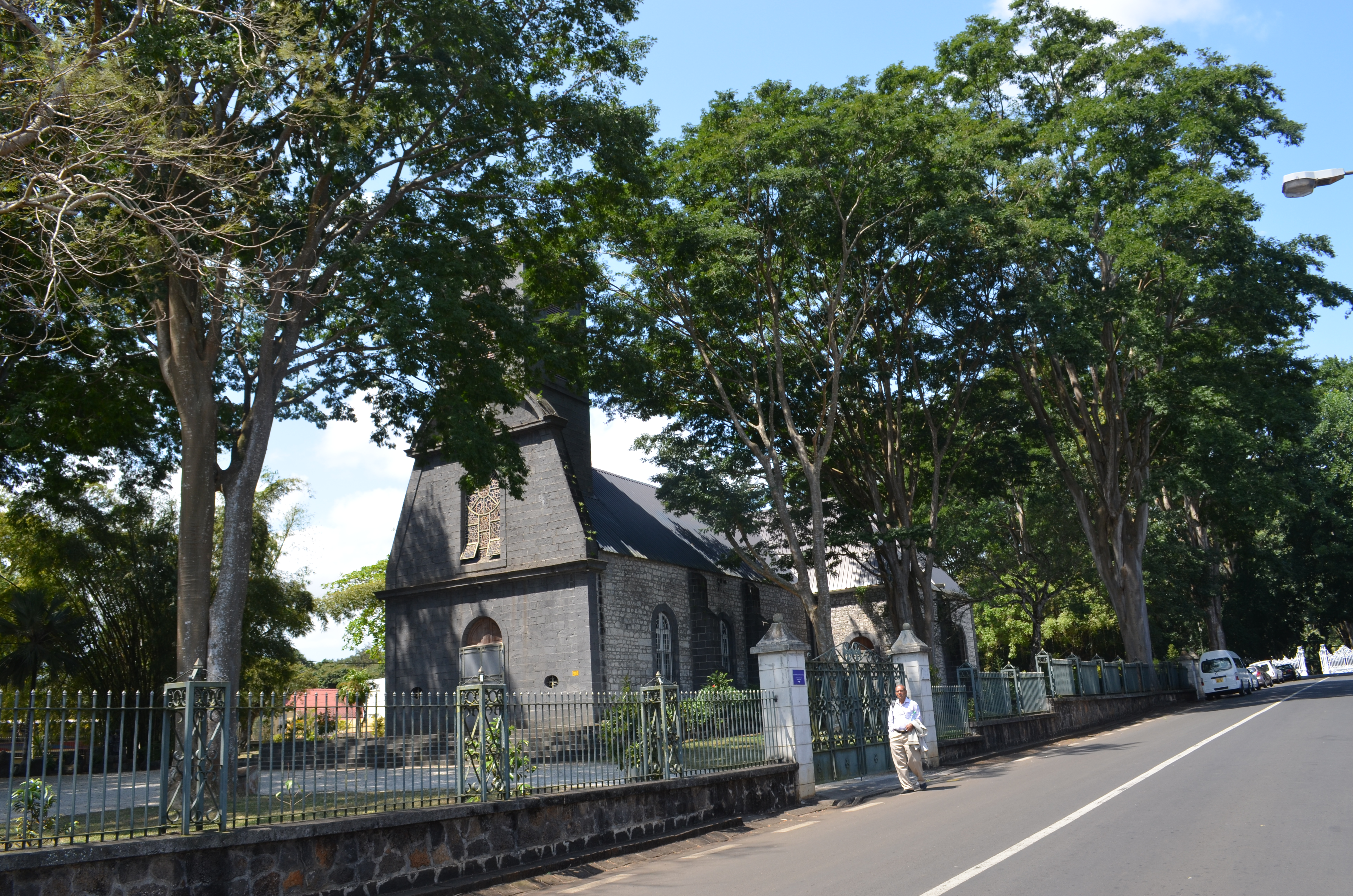
Église Saint François d’Assise

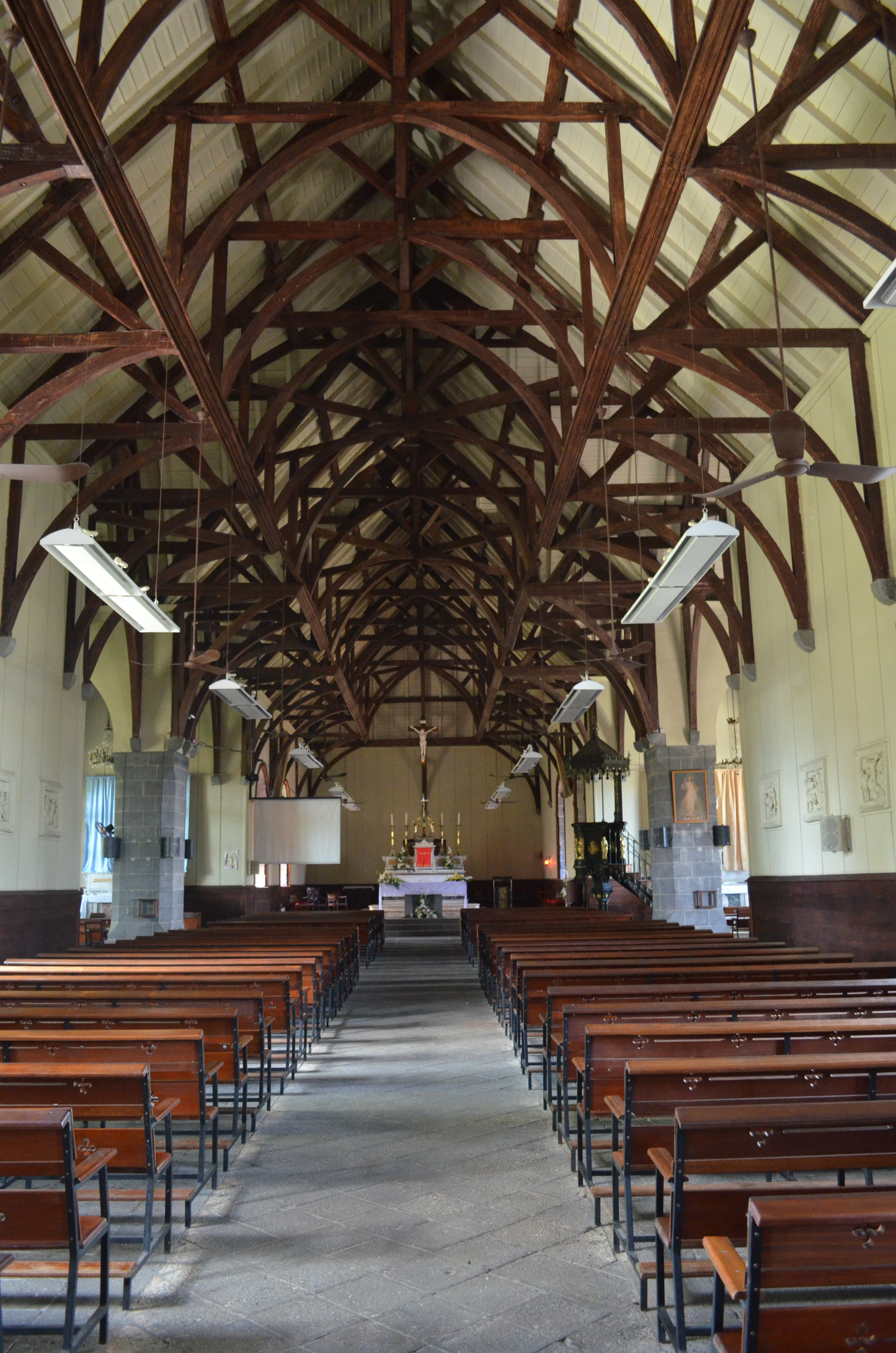
Innenraum

Die katholische Kirche Saint François d’Assise in Pamplemousses ist die drittälteste Kirche auf Mauritius. Sie ist dem heiligen Franz von Assisi geweiht. Sie befindet sich gegenüber dem Haupteingang des Botanischen Gartens und zwischen der Schule und dem Friedhof.
Nachdem Pamplemousses 1743 zur Pfarrei erhoben worden war, wurde auf Anweisung von Mahé de Labourdonnais begonnen, die Pfarrkirche zu erbauen. 1756 war das Bauvorhaben abgeschlossen. Das Gebäude aus großen Steinquadern verfügt über einen stumpfen Kirchturm über Rundsockeln. Typisch für Kirchen auf Mauritius ist der offene Dachstuhl.
Vor der Kirche befinden sich zwei Denkmäler. Eines zeigt die Büste des Gouverneurs (1735–1746) Bertrand François Mahé de La Bourdonnais (1699–1753). Das andere zeigt Paul und Virginie.
Hinter der Kirche befindet sich ein Kruzifix aus dem Jahr 1926 und eine Statue der heilgen Jungfrau.

## Pfarrhaus

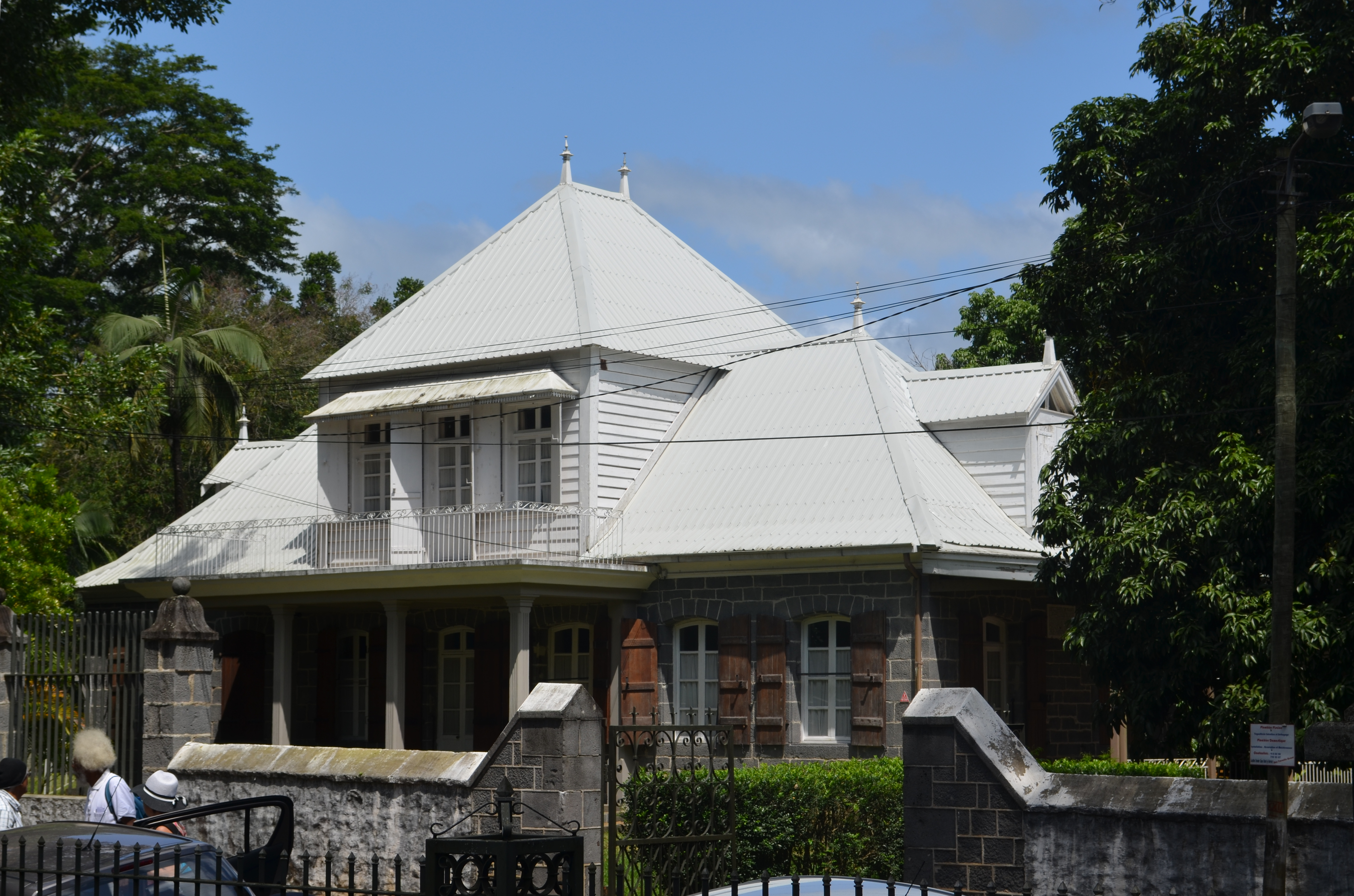
Pfarrhaus

Das gegenüberliegende Pfarrhaus  der katholischen Kirchengemeinde von Pamplemousses ist ein Holzhaus aus dem 18. Jahrhundert. Es wurde im Jahr 1742 von der Ostindienkompanie erworben. Auf dem Anwesen wurde die Kirche, das Pfarrhaus und der Friedhof angelegt. Es steht unter Denkmalschutz.

## Friedhof
Gegenüber der Kirche befindet sich der (christliche) Friedhof des Ortes. Eine Vielzahl von, teils aufwändig erstellten, Familiengräbern prägt den Ort. Das älteste Grab stammt aus 1748. Eine Reihe ortsgeschichtlich bedeutsamer Personen sind hier begraben.